# イヴォ・ヴァン・ホーヴェ

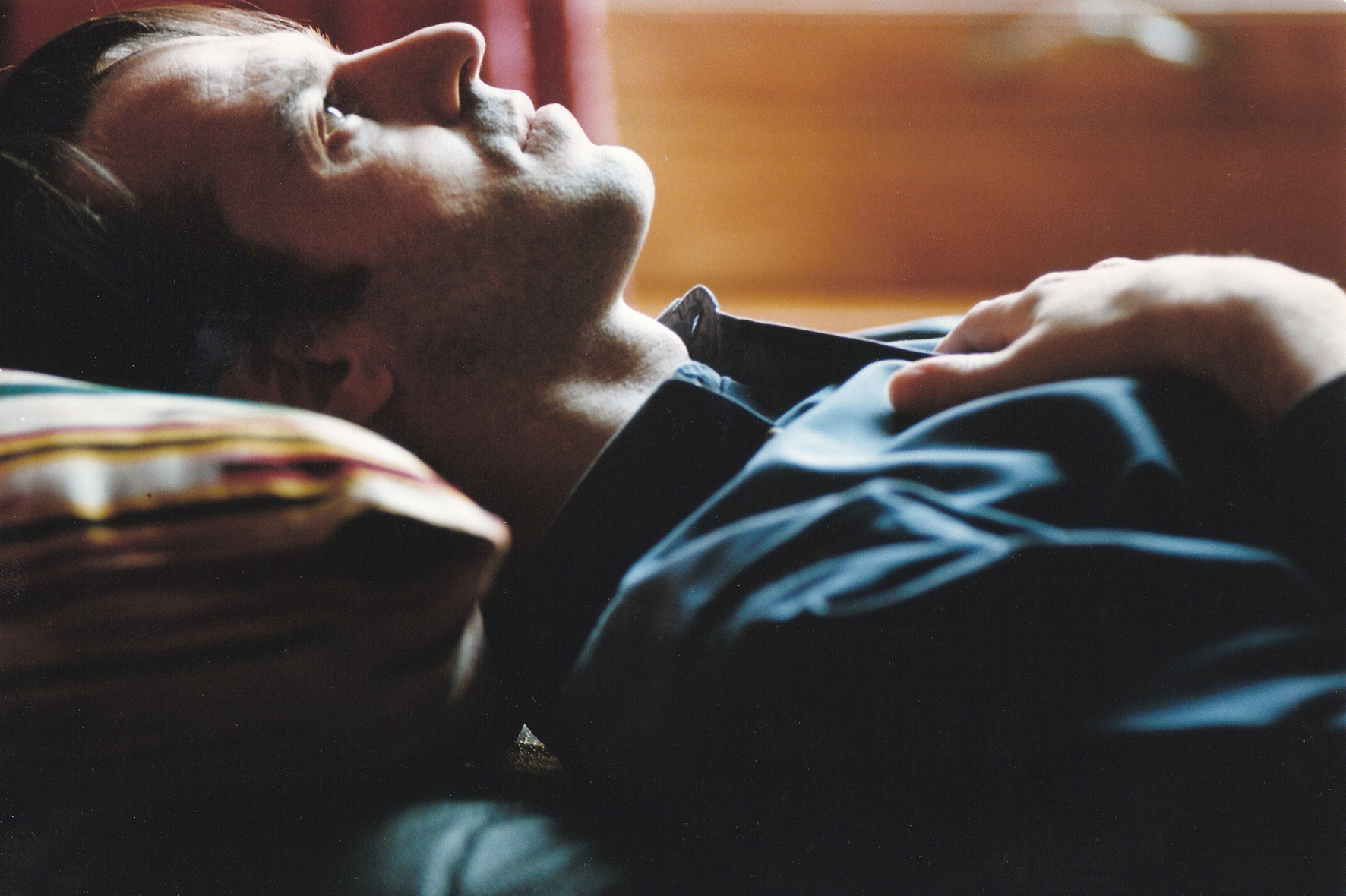
イヴォ・ヴァン・ホーヴェ

イヴォ・ヴァン・ホーヴェ（Ivo van Hove、1958年 - ）はベルギー・アントウェルペン州出身のオランダの演出家、トネールフループ・アムステルダム（w:Toneelgroep Amsterdam）芸術監督。
代表作に、シェイクスピア原作の『ローマ悲劇集』、『じゃじゃ馬ならし』(2009年SPAC春の芸術祭で招待上演)、トニー・クシュナー作『エンジェルス・イン・アメリカ』、イングマール・ベルイマン映画の舞台版『叫びとささやき』『リハーサルの後で』『ある結婚の風景』『ペルソナ』、ジョン・カサヴェテス映画の舞台化『ハズバンズ』『オープニング・ナイト』などがある。
2014年にパリ・オデオン座で上演したアーサー・ミラー作『橋からの眺め』は、15年ロンドンのヤング・ヴィックにも招かれて絶賛され、ローレンス・オリヴィエ賞・最優秀演出賞を受賞。終演後、リンカーン・センターでも上演されてブロードウェイ・デビューを飾り、限定上演ながらトニー賞再演演劇作品賞、演出賞他、5部門の候補となり、第70回トニー賞・演劇演出賞を受賞。
続いて2016年3月よりベン・ウィショー、キアラン・ハインズ、シアーシャ・ローナン主演で同じくミラー作『るつぼ』(音楽はフィリップ・グラス)を演出し、同じくトニー賞の再演演劇作品賞、主演女優賞(ソフィー・オコネドー)など4部門候補となるなど、話題作を連発している。
2016年コメディ・フランセーズの依頼で、ルキノ・ヴィスコンティの『地獄に堕ちた勇者ども』の舞台化「Les Damnés」を夏のアヴィニョン演劇祭で初演し、秋より本家で公演する。
一方、オペラ演出家としても異彩を放ち、2008年アムステルダムでフランツ・シュレーカー作曲《宝探し》、2012年リヨンで大野和士指揮《マクベス》、2013年ベルリン・コーミッシェ・オーパーでチャイコフスキーの《マゼッパ》、モネ劇場(2013年)とパリ・オペラ座(2016年)共同制作で《皇帝ティートの慈悲》、2014年マドリード・テアトロ・レアルでチャールズ・ウォリネン作曲のオペラ版『ブロークバック・マウンテン』初演(ジェラール・モルティエのニューヨーク・シティ・オペラ総監督に就任時に企画発表されていた作品)を手掛けて話題となった(公演TV収録されDVD/ブルーレイ化 )。2017年6月にはアムステルダムのオランダ歌劇場にてダニエレ・ガッティ指揮《サロメ》を新演出する。